# Condado de Albemarle (Virginia)
El condado de Albemarle es un condado del Estado de Virginia. Las estadísticas de la Oficina del censo dieron una estimación de 94.075 habitantes según el censo de 2009. La sede se encuentra en Charlottesville.
Albemarle forma parte del Área Metropolitana Estadística de Charlottesville.

## Historia
En 1744, la Asamblea General de Virginia fundó Albemarle tras anexionarse la parte norte del condado de Goochland. El origen del nombre viene en homenaje a Willem Anne van Keppel, segundo Conde de Albemarle y Gobernador de Virginia. El amplio condado fue dividido en 1761 formándose así los condados de Buckingham y Amherst, a los cuales la sede fue trasladada desde la antigua Scottsville hasta la nueva Charlottesville.
El Presidente Thomas Jefferson nació en Shadwell, aunque en aquel entonces, la localidad pertenecía a Goochland. Aunque su casa de Monticello estaba ubicada en el condado.

## Geografía
Según la Oficina del Censo de Estados Unidos, el condado tiene un área total de 726 mi² (1.881 km²) de los cuales, 723 mi² (1.872 km²) es terreno y 4 mi² (9 km²) es agua con un porcentaje de 0,49%.

### Condados adyacentes
- Condado de Greene (Virginia) (norte)
- Condado de Orange (Virginia) (nordeste)
- Condado de Louisa (Virginia) (este)
- Condado de Fluvanna (Virginia) (sureste)
- Condado de Buckingham (Virginia) (sur)
- Condado de Nelson (Virginia) (suroeste)
- Condado de Augusta (Virginia) (oeste)
- Condado de Rockingham (Virginia) (noroeste)

### Áreas Nacionales Protegidas
- Parque nacional Shenandoah

## Demografía
Según el censo del 2000, en el condado residieron 79.236 habitantes, 21.070 familias y había 31.876 hogares. La densidad de población era de 110 habitantes por mi² (42/km²). Hubo 33.720 hogares juntas en una densidad de 47 por mi² (18/km²). La población racial del condado estuvo repartida en un 85,16% blancos, 9,65% afroamericanos, 0,17% nativoamericanos, 2,86% asiáticos, 0,01% isleños del Pacífico, 0,86% de otras razas, y 1,29% mestizos. 2,56% de la población era hispanoamericana.
En el condado, la población estuvo repartida entre un 24,80% aquellos menores de 18 años, 7,30% de 18 a 24 años, 30,90% de 25 a 44 años, 24,50% de 45 a 64 años y 12,50% de 65 o más años de edad. La media de edad fue de 37 años. Por cada 100 mujeres, 92,20 son hombres. Por cada 100 mujeres de 18, 88,60 son hombres.
La media de ingresos por hogar en el condado era de 50.749 dólares, y la media por familia, de 63.407 dólares. Los hombres tenían una media de 39.622 frente a los 30.645 dólares de las mujeres, La renta per cápita del condado era de 28.852 dólares. Un 4,20% de las familias y un 6,70% de la población vive bajo el umbral de la pobreza, incluidos el 6,50% de aquellos menores de 18 años y el 4,70% de 65 o más.